# كلية الطب بجامعة لوما ليندا
جامعة لوما ليندا مدرسة الطب (بالإنجليزية: Loma Linda University School of Medicine)‏ هي إحدى الكليات لتدريس الطب في الولايات المتحدة الأمريكية. تقع في مدينة لوما ليندا في ولاية كاليفورنيا الأمريكية. نوع الشهادة الطبية التي يتم تحصيلها هناك هي دكتور في الطب.